# سامسونج جالكسي تاب 3 لايت 7.0
سامسونج جالكسي تاب 3 لايت 7.0 (بالإنجليزية: Samsung Galaxy Tab 3 Lite 7.0)‏ هو حاسوب لوحي من إلكترونيات سامسونج ضمن سلسلة سامسونج جالكسي تاب يعمل بنظام 4.4.4 أندرويد، والموديل هو SM-T116 طُرِحَ في الأسواق في 16 يناير 2014.

## الخصائص
- نظام التشغيل: أندرويد
- الكاميرا الخلفية: 2 ميجابكسل
- المعالج: 1.2 جيجا هرتز ثنائي النواة
- الذاكرة: 1 جيجابايت
- التخزين: 32 جيجابايت